# Моррісонвілл (Нью-Йорк)
Моррісонвілл (англ. Morrisonville) — переписна місцевість (CDP) в США, в окрузі Клінтон штату Нью-Йорк. Населення — 1893 особи (2020).

## Географія
Моррісонвілл розташований за координатами 44°41′25″ пн. ш. 73°33′6″ зх. д. / 44.69028° пн. ш. 73.55167° зх. д. (44.690235, -73.551625).  За даними Бюро перепису населення США в 2010 році переписна місцевість мала площу 7,00 км², з яких 6,76 км² — суходіл та 0,23 км² — водойми.

## Демографія
Згідно з переписом 2010 року, у переписній місцевості мешкало 1545 осіб у 660 домогосподарствах у складі 427 родин. Густота населення становила 221 особа/км².  Було 692 помешкання (99/км²).
Расовий склад населення:
| - 97,0 % — білих - 1,1 % — чорних або афроамериканців - 0,2 % — азіатів - 0,1 % — корінних американців |

До двох чи більше рас належало 1,6 %. Частка іспаномовних становила 1,6 % від усіх жителів.
За віковим діапазоном населення розподілялося таким чином: 22,0 % — особи молодші 18 років, 62,3 % — особи у віці 18—64 років, 15,7 % — особи у віці 65 років та старші. Медіана віку мешканця становила 43,1 року. На 100 осіб жіночої статі у переписній місцевості припадало 92,4 чоловіків;  на 100 жінок у віці від 18 років та старших — 89,8 чоловіків також старших 18 років.
Середній дохід на одне домашнє господарство  становив 56 632 долари США (медіана — 41 336), а середній дохід на одну сім'ю — 60 440 доларів (медіана — 61 638). За межею бідності перебувало 23,9 % осіб, у тому числі 38,7 % дітей у віці до 18 років та 7,8 % осіб у віці 65 років та старших.
Цивільне працевлаштоване населення становило 524 особи. Основні галузі зайнятості: освіта, охорона здоров'я та соціальна допомога — 23,9 %, роздрібна торгівля — 21,2 %, інформація — 13,2 %, публічна адміністрація — 10,7 %.